# Paris-Roubaix de 2021
A 118.ª edição da clássica de ciclismo Paris-Roubaix foi uma competição na França que se celebrou a 3 de outubro de 2021 sobre um percurso de 257,7 quilómetros entre a cidade francesa de Compiègne e o município de Roubaix.
A corrida fez parte do UCI WorldTour de 2021, calendário ciclístico de máximo nível mundial, sendo a vigésimo oitava corrida de dito circuito. O vencedor foi o italiano Sonny Colbrelli do Bahrain Victorious seguido do belga Florian Vermeersch do Lotto Soudal e dos neerlandês Mathieu van der Poel do Alpecin-Fenix.

## Percurso
A Paris-Roubaix dispôs de um percurso total de 257 quilómetros com 30 trechos de pavé, esta corrida faz parte do calendário clássicas de pavé, sendo a última e mais legendária corrida que se disputa em clássicas de pavé.
O percurso da edição 2021 é similar com a edição anterior. O comprimento é como no ano passado com um total de 257 quilómetros, incluindo mais de 2 km de áreas novas de pavé, atingindo um comprimento total de 55 km distribuídos em vinte e nove seções. O detalhe mais notável no percurso é o setor de Saint-Python, junto aos setores de Viesly à Briastre similiar à edição anterior, e o velho setor de Briastre à Solesmes que não tinha estado na rota durante trinta anos.
Apesar de seu nome, a corrida não começa na cidade de Paris, mas nesta edição se dá começo na cidade de Compiègne, a uns 80 quilómetros ao norte de Paris, e se move para o norte para finalizar em Roubaix. A dificuldade principal são os trinta seções empedradas que estão dispostos sobre uma distância total de 55 quilómetros. Os organizadores da corrida atribuem a estas zonas um nível de dificuldade, as três áreas mais difíceis classificam-se como de cinco estrelas, enquanto só um setor se classifica com uma estrela, considerado o mais fácil.
Os primeiros 96 quilómetros de percurso são planos sobre estradas normais, chegando entre o primeiro setor de Troisvilles-Inchy que põe picante à corrida. Durante os próximos 60 quilómetros, há nove áreas pavimentadas antes do primeiro setor de cinco estrelas, o Trouée d'Arenberg, com um comprimento de 2.4 quilómetros, com seu empedrado em mau estado, disjuntos e não alinhados, pelo geral este trecho num dos mais decisivos da prova, costuma provocar a primeira seleção na corrida eliminando a muitos corredores face à vitória final.
A seguir, a rota gira várias vezes ao redor da comuna de Wallers  onde há outros setores. Logo a corrida dirige-se para o norte, cruzando vários corredores de áreas de pavé todas classificada entre três ou quatro estrelas, para chegar à zona de cinco estrelas após 200 quilómetros no setor de pavé de Mons-en-Pévèle com um comprimento de 3 quilómetros. Ao final o pelotão ingressa aos últimos setores de dificuldade de três e cinco estrelas, como o clássico setor de Carrefour de l'Arbre, onde os ciclistas realizam os últimos ataques na corrida a 15 quilómetros da meta, antes da chegada ao Velódromo de Roubaix.
| Setor | km    | Nome                                    | Comprimento (m) | Dificuldade       |
| ----- | ----- | --------------------------------------- | --------------- | ----------------- |
| 30    | 96,3  | Troisvilles-Inchy                       | 2200            | * · * · *         |
| 29    | 102,8 | Viesly-Quiévy                           | 1800            | * · * · *         |
| 28    | 105,4 | Quiévy-Saint-Python                     | 3700            | * · * · * · *     |
| 27    | 110,1 | Saint-Python                            | 1500            | * · *             |
| 26    | 116,6 | Haussy-Saint-Martin-sur-Écaillon        | 800             | * · *             |
| 25    | 120,9 | Saint-Martin-sur-Écaillon-Vertain       | 2300            | * · * · *         |
| 24    | 127,3 | Capelle-Ruesnes                         | 1700            | * · * · *         |
| 23    | 136,3 | Artres-Quérénaing                       | 1300            | * · *             |
| 22    | 138,1 | Quérénaing-Maing                        | 2500            | * · * · *         |
| 21    | 141,2 | Monchaux-sur-Écaillon-Maing             | 1600            | * · * · *         |
| 20    | 154,2 | Wallers-Haveluy                         | 2500            | * · * · * · *     |
| 19    | 162,4 | Trouée d'Arenberg                       | 2400            | * · * · * · * · * |
| 18    | 168,4 | Wallers-Hélesmes                        | 1600            | * · * · *         |
| 17    | 175,2 | Hornaing-Wandignies-Hamage              | 3700            | * · * · * · *     |
| 16    | 182,7 | Warlaing-Brillon                        | 2400            | * · * · *         |
| 15    | 186,2 | Tilloy-lez-Marchiennes-Sars-et-Rosières | 2400            | * · * · * · *     |
| 14    | 192,5 | Beuvry-la-Forêt-Orchies                 | 1400            | * · * · *         |
| 13    | 197,5 | Orchies                                 | 1700            | * · * · *         |
| 12    | 203,6 | Auchy-lez-Orchies-Bersée                | 2700            | * · * · * · *     |
| 11    | 209,1 | 'Mons-en-Pévèle                         | 3000            | * · * · * · * · * |
| 10    | 215,1 | Mérignies-Avelin                        | 700             | * · *             |
| 9     | 218,5 | Pont-Thibaut-Ennevelin                  | 1400            | * · * · *         |
| 8     | 223,9 | Templeuve (L'Épinette)                  | 200             | *                 |
| 8     | 224,4 | Templeuve (Moulin-de-Vertain)           | 500             | * · *             |
| 7     | 230,8 | Cysoing-Bourghelles                     | 1300            | * · * · *         |
| 6     | 233,3 | Bourghelles-Wannehain                   | 1100            | * · * · *         |
| 5     | 237,5 | Camphin-en-Pévèle                       | 1800            | * · * · * · *     |
| 4     | 240,5 | Carrefour de l'Arbre                    | 2100            | * · * · * · * · * |
| 3     | 242,8 | Gruson                                  | 1100            | * · *             |
| 2     | 249,5 | Willems-Hem                             | 1400            | * · *             |
| 1     | 256,3 | Roubaix                                 | 300             | *                 |

## Equipas participantes
Tomaram parte na corrida 25 equipas: 19 de categoria UCI WorldTeam convidados pela organização e 6 de categoria UCI ProTeam. Formaram assim um pelotão de 174 ciclistas dos quais finalizaram 96. As equipas participantes foram:
| Equipes WorldTeam (19)- AG2R Citroën Team - Astana-Premier Tech - Bahrain Victorious - Bora-Hansgrohe - Cofidis - Deceuninck-Quick Step - EF Education-Nippo - Groupama-FDJ - Ineos Grenadiers - Intermarché-Wanty-Gobert Matériaux - Israel Start-Up Nation - Jumbo-Visma - Lotto Soudal - Movistar Team - Qhubeka NextHash - Team BikeExchange - Team DSM - Trek-Segafredo - UAE Team Emirates Equipes ProTeam (6)- Alpecin-Fenix - Arkéa-Samsic - B&B Hotels p/b KTM - Bingoal Pauwels Sauces WB - Delko - TotalEnergies |
| |

## Classificação final
- A classificação finalizou da seguinte forma:[5]

### Classificação geral
| \| Classificação geral \| Classificação geral \| Classificação geral \| Classificação geral \| Classificação geral \| \| Ciclista \| Ciclista \| Equipe \| Tempo \| \| \| ------------------- \| -------------------- \| ---------------------------------- \| ------------------- \| ------------------- \| \| 1. \| Sonny Colbrelli \| Bahrain Victorious \| 6h01m57s \| \| \| 2. \| Florian Vermeersch \| Lotto-Soudal \| + 0s \| \| \| 3. \| Mathieu van der Poel \| Alpecin-Fenix \| + 0s \| \| \| 4. \| Gianni Moscon \| Ineos Grenadiers \| + 44s \| \| \| 5. \| Yves Lampaert \| Deceuninck-Quick Step \| + 1m16s \| \| \| 6. \| Christophe Laporte \| Cofidis \| + 1m16s \| \| \| 7. \| Wout van Aert \| Jumbo-Visma \| + 1m16s \| \| \| 8. \| Tom Van Asbroeck \| Israel Start-Up Nation \| + 1m16s \| \| \| 9. \| Guillaume Boivin \| Israel Start-Up Nation \| + 1m16s \| \| \| 10. \| Heinrich Haussler \| Bahrain Victorious \| + 1m16s \| \| \| 11. \| Jonas Rutsch \| EF Education-Nippo \| + 1m16s \| \| \| 12. \| Max Walscheid \| Qhubeka NextHash \| + 3m17s \| \| \| 13. \| Anthony Turgis \| TotalEnergies \| + 3m17s \| \| \| 14. \| Alexander Kristoff \| UAE Team Emirates \| + 4m40s \| \| \| 15. \| Gianni Vermeersch \| Alpecin-Fenix \| + 4m40s \| \| \| 16. \| Sebastian Langeveld \| EF Education-Nippo \| + 4m45s \| \| \| 17. \| Marco Haller \| Bahrain Victorious \| + 6m21s \| \| \| 18. \| Amaury Capiot \| Arkéa-Samsic \| + 6m21s \| \| \| 19. \| Baptiste Planckaert \| Intermarché-Wanty-Gobert Matériaux \| + 6m21s \| \| \| 20. \| Luca Mozzato \| B&B Hotels p/b KTM \| + 6m21s \| \| |                      |                                    |          |
| |                      |                                    |          |
| Fonte: ProCyclingStats |                      |                                    |          |
| Classificação geral |                      |                                    |          |
| Ciclista | Ciclista             | Equipe                             | Tempo    |
| 1. | Sonny Colbrelli      | Bahrain Victorious                 | 6h01m57s |
| 2. | Florian Vermeersch   | Lotto-Soudal                       | + 0s     |
| 3. | Mathieu van der Poel | Alpecin-Fenix                      | + 0s     |
| 4. | Gianni Moscon        | Ineos Grenadiers                   | + 44s    |
| 5. | Yves Lampaert        | Deceuninck-Quick Step              | + 1m16s  |
| 6. | Christophe Laporte   | Cofidis                            | + 1m16s  |
| 7. | Wout van Aert        | Jumbo-Visma                        | + 1m16s  |
| 8. | Tom Van Asbroeck     | Israel Start-Up Nation             | + 1m16s  |
| 9. | Guillaume Boivin     | Israel Start-Up Nation             | + 1m16s  |
| 10. | Heinrich Haussler    | Bahrain Victorious                 | + 1m16s  |
| 11. | Jonas Rutsch         | EF Education-Nippo                 | + 1m16s  |
| 12. | Max Walscheid        | Qhubeka NextHash                   | + 3m17s  |
| 13. | Anthony Turgis       | TotalEnergies                      | + 3m17s  |
| 14. | Alexander Kristoff   | UAE Team Emirates                  | + 4m40s  |
| 15. | Gianni Vermeersch    | Alpecin-Fenix                      | + 4m40s  |
| 16. | Sebastian Langeveld  | EF Education-Nippo                 | + 4m45s  |
| 17. | Marco Haller         | Bahrain Victorious                 | + 6m21s  |
| 18. | Amaury Capiot        | Arkéa-Samsic                       | + 6m21s  |
| 19. | Baptiste Planckaert  | Intermarché-Wanty-Gobert Matériaux | + 6m21s  |
| 20. | Luca Mozzato         | B&B Hotels p/b KTM                 | + 6m21s  |

## Ciclistas participantes e posições finais
| Lotto-Soudal LTS | Lotto-Soudal LTS         | Lotto-Soudal LTS |
| ---------------- | ------------------------ | ---------------- |
| Num              | Ciclista                 | Pos              |
| 1                | Philippe Gilbert (BEL)   | 29.              |
| 2                | Florian Vermeersch (BEL) | 2.               |
| 3                | Frederik Frison (BEL)    | 92.              |
| 4                | Sébastien Grignard (BEL) | HD               |
| 5                | Harry Sweeny (AUS)       | 39.              |
| 6                | Tosh Van der Sande (BEL) | 37.              |
| 7                | John Degenkolb (GER)     | 51.              |

| Bora-Hansgrohe BOH | Bora-Hansgrohe BOH                    | Bora-Hansgrohe BOH |
| ------------------ | ------------------------------------- | ------------------ |
| Num                | Ciclista                              | Pos                |
| 11                 | Peter Sagan (SVK) (estrada)           | 55.                |
| 12                 | Nils Politt (GER)                     | DNF                |
| 13                 | Maciej Bodnar (POL)                   | HD                 |
| 14                 | Jordi Meeus (BEL)                     | 87.                |
| 15                 | Daniel Oss (ITA)                      | DNF                |
| 16                 | Juraj Sagan (SVK)                     | 72.                |
| 17                 | Maximilian Schachmann (GER) (estrada) | 75.                |

| Deceuninck-Quick Step DQT | Deceuninck-Quick Step DQT | Deceuninck-Quick Step DQT |
| ------------------------- | ------------------------- | ------------------------- |
| Num                       | Ciclista                  | Pos                       |
| 21                        | Yves Lampaert (BEL)       | 5.                        |
| 22                        | Kasper Asgreen (DEN)      | 66.                       |
| 23                        | Davide Ballerini (ITA)    | DNF                       |
| 24                        | Tim Declercq (BEL)        | 67.                       |
| 25                        | Florian Sénéchal (FRA)    | 69.                       |
| 26                        | Zdeněk Štybar (CZE)       | 26.                       |
| 27                        | Bert Van Lerberghe (BEL)  | 54.                       |

| Jumbo-Visma TJV | Jumbo-Visma TJV               | Jumbo-Visma TJV |
| --------------- | ----------------------------- | --------------- |
| Num             | Ciclista                      | Pos             |
| 31              | Wout van Aert (BEL) (estrada) | 7.              |
| 32              | Edoardo Affini (ITA)          | 80.             |
| 33              | Pascal Eenkhoorn (NED)        | DNF             |
| 34              | Dylan Groenewegen (NED)       | 79.             |
| 35              | Timo Roosen (NED) (estrada)   | 61.             |
| 36              | Mike Teunissen (NED)          | 83.             |
| 37              | Nathan Van Hooydonck (BEL)    | 22.             |

| Israel Start-Up Nation ISN | Israel Start-Up Nation ISN       | Israel Start-Up Nation ISN |
| -------------------------- | -------------------------------- | -------------------------- |
| Num                        | Ciclista                         | Pos                        |
| 41                         | Sep Vanmarcke (BEL)              | 23.                        |
| 42                         | Rudy Barbier (FRA)               | 88.                        |
| 43                         | Jenthe Biermans (BEL)            | 45.                        |
| 44                         | Guillaume Boivin (CAN) (estrada) | 9.                         |
| 45                         | Hugo Hofstetter (FRA)            | DNF                        |
| 46                         | Mads Würtz (DEN) (estrada)       | DNF                        |
| 47                         | Tom Van Asbroeck (BEL)           | 8.                         |

| Alpecin-Fenix AFC | Alpecin-Fenix AFC              | Alpecin-Fenix AFC |
| ----------------- | ------------------------------ | ----------------- |
| Num               | Ciclista                       | Pos               |
| 51                | Mathieu van der Poel (NED)     | 3.                |
| 52                | Silvan Dillier (SUI) (estrada) | 47.               |
| 53                | Senne Leysen (BEL)             | DNF               |
| 54                | Tim Merlier (BEL)              | 46.               |
| 55                | Jasper Philipsen (BEL)         | DNF               |
| 56                | Jonas Rickaert (BEL)           | 43.               |
| 57                | Gianni Vermeersch (BEL)        | 15.               |

| Trek-Segafredo TFS | Trek-Segafredo TFS           | Trek-Segafredo TFS |
| ------------------ | ---------------------------- | ------------------ |
| Num                | Ciclista                     | Pos                |
| 61                 | Jasper Stuyven (BEL)         | 25.                |
| 62                 | Alex Kirsch (LUX)            | DNF                |
| 63                 | Emīls Liepiņš (LAT)          | 94.                |
| 64                 | Mads Pedersen (DEN)          | DNF                |
| 65                 | Quinn Simmons (USA)          | DNF                |
| 66                 | Toms Skujiņš (LAT) (estrada) | 42.                |
| 67                 | Edward Theuns (BEL)          | DNF                |

| Bahrain Victorious TBV | Bahrain Victorious TBV          | Bahrain Victorious TBV |
| ---------------------- | ------------------------------- | ---------------------- |
| Num                    | Ciclista                        | Pos                    |
| 71                     | Sonny Colbrelli (ITA) (estrada) | 1.                     |
| 72                     | Marco Haller (AUT)              | 17.                    |
| 73                     | Heinrich Haussler (AUS)         | 10.                    |
| 74                     | Jonathan Milan (ITA)            | DNF                    |
| 75                     | Matej Mohorič (SLO) (estrada)   | DNF                    |
| 76                     | Marcel Sieberg (GER)            | DNF                    |
| 77                     | Fred Wright (GBR)               | 49.                    |

| AG2R Citroën Team ACT | AG2R Citroën Team ACT   | AG2R Citroën Team ACT |
| --------------------- | ----------------------- | --------------------- |
| Num                   | Ciclista                | Pos                   |
| 81                    | Greg Van Avermaet (BEL) | 32.                   |
| 82                    | Stan Dewulf (BEL)       | 56.                   |
| 83                    | Lawrence Naesen (BEL)   | 73.                   |
| 84                    | Oliver Naesen (BEL)     | 50.                   |
| 85                    | Michael Schär (SUI)     | DNF                   |
| 86                    | Damien Touzé (FRA)      | DNF                   |
| 87                    | Gijs Van Hoecke (BEL)   | DNF                   |

| Groupama-FDJ GFC | Groupama-FDJ GFC      | Groupama-FDJ GFC |
| ---------------- | --------------------- | ---------------- |
| Num              | Ciclista              | Pos              |
| 91               | Arnaud Démare (FRA)   | 34.              |
| 92               | Clément Davy (FRA)    | 35.              |
| 93               | Stefan Küng (SUI)     | DNF              |
| 94               | Olivier Le Gac (FRA)  | DNF              |
| 95               | Fabian Lienhard (SUI) | DNF              |
| 96               | Ramon Sinkeldam (NED) | HD               |
| 97               | Jake Stewart (GBR)    | DNF              |

| EF Education-Nippo EFN | EF Education-Nippo EFN    | EF Education-Nippo EFN |
| ---------------------- | ------------------------- | ---------------------- |
| Num                    | Ciclista                  | Pos                    |
| 101                    | Michael Valgren (DEN)     | DNF                    |
| 102                    | Stefan Bissegger (SUI)    | 60.                    |
| 103                    | Mitchell Docker (AUS)     | DNF                    |
| 104                    | Sebastian Langeveld (NED) | 16.                    |
| 105                    | Jonas Rutsch (GER)        | 11.                    |
| 106                    | Tom Scully (NZL)          | 78.                    |
| 107                    | Julius van den Berg (NED) | 59.                    |

| Cofidis COF | Cofidis COF               | Cofidis COF |
| ----------- | ------------------------- | ----------- |
| Num         | Ciclista                  | Pos         |
| 111         | Christophe Laporte (FRA)  | 6.          |
| 112         | Piet Allegaert (BEL)      | 85.         |
| 113         | Tom Bohli (SUI)           | 70.         |
| 114         | Jean-Pierre Drucker (LUX) | DNF         |
| 115         | Eddy Finé (FRA)           | 91.         |
| 116         | André Carvalho (POR)      | DNF         |
| 117         | Szymon Sajnok (POL)       | 82.         |

| UAE Team Emirates UAD | UAE Team Emirates UAD      | UAE Team Emirates UAD |
| --------------------- | -------------------------- | --------------------- |
| Num                   | Ciclista                   | Pos                   |
| 121                   | Alexander Kristoff (NOR)   | 14.                   |
| 122                   | Mikkel Bjerg (DEN)         | 76.                   |
| 123                   | Sven Erik Bystrøm (NOR)    | DNF                   |
| 124                   | Fernando Gaviria (COL)     | DNF                   |
| 125                   | Vegard Stake Laengen (NOR) | DNF                   |
| 126                   | Rui Oliveira (POR)         | DNF                   |
| 127                   | Matteo Trentin (ITA)       | DNF                   |

| Ineos Grenadiers IGD | Ineos Grenadiers IGD     | Ineos Grenadiers IGD |
| -------------------- | ------------------------ | -------------------- |
| Num                  | Ciclista                 | Pos                  |
| 131                  | Dylan van Baarle (NED)   | HD                   |
| 132                  | Leonardo Basso (ITA)     | DNF                  |
| 133                  | Owain Doull (GBR)        | 58.                  |
| 134                  | Michał Gołaś (POL)       | DNF                  |
| 135                  | Michał Kwiatkowski (POL) | 68.                  |
| 136                  | Gianni Moscon (ITA)      | 4.                   |
| 137                  | Luke Rowe (GBR)          | 65.                  |

| TotalEnergies TDE | TotalEnergies TDE          | TotalEnergies TDE |
| ----------------- | -------------------------- | ----------------- |
| Num               | Ciclista                   | Pos               |
| 141               | Anthony Turgis (FRA)       | 13.               |
| 142               | Niki Terpstra (NED)        | HD                |
| 143               | Edvald Boasson Hagen (NOR) | 30.               |
| 144               | Florian Maitre (FRA)       | HD                |
| 145               | Adrien Petit (FRA)         | 74.               |
| 146               | Geoffrey Soupe (FRA)       | DNF               |
| 147               | Dries Van Gestel (BEL)     | 31.               |

| BikeExchange BEX | BikeExchange BEX              | BikeExchange BEX |
| ---------------- | ----------------------------- | ---------------- |
| Num              | Ciclista                      | Pos              |
| 151              | Luke Durbridge (AUS)          | 52.              |
| 152              | Jack Bauer (NZL)              | 64.              |
| 153              | Sam Bewley (NZL)              | DNF              |
| 154              | Christopher Juul-Jensen (DEN) | DNF              |
| 155              | Barnabás Peák (HUN)           | DNF              |
| 156              | Robert Stannard (AUS)         | 81.              |

| Delko DKO | Delko DKO                 | Delko DKO |
| --------- | ------------------------- | --------- |
| Num       | Ciclista                  | Pos       |
| 161       | Evaldas Šiškevičius (LTU) | 33.       |
| 162       | Pierre Barbier (FRA)      | DNF       |
| 163       | Clément Carisey (FRA)     | DNF       |
| 164       | Alexandre Delettre (FRA)  | DNF       |
| 165       | August Jensen (NOR)       | DNF       |
| 166       | Dušan Rajović (SRB)       | DNF       |
| 167       | Julien Trarieux (FRA)     | DNF       |

| Team DSM DSM | Team DSM DSM               | Team DSM DSM |
| ------------ | -------------------------- | ------------ |
| Num          | Ciclista                   | Pos          |
| 171          | Søren Kragh Andersen (DEN) | 24.          |
| 172          | Nikias Arndt (GER)         | DNF          |
| 173          | Cees Bol (NED)             | 48.          |
| 174          | Nils Eekhoff (NED)         | 44.          |
| 175          | Max Kanter (GER)           | DNF          |
| 176          | Casper Pedersen (DEN)      | DNF          |
| 177          | Jasha Sütterlin (GER)      | DNF          |

| Intermarché-Wanty-Gobert Matériaux IWG | Intermarché-Wanty-Gobert Matériaux IWG | Intermarché-Wanty-Gobert Matériaux IWG |
| -------------------------------------- | -------------------------------------- | -------------------------------------- |
| Num                                    | Ciclista                               | Pos                                    |
| 181                                    | Taco van der Hoorn (NED)               | 40.                                    |
| 182                                    | Aimé De Gendt (BEL)                    | DNF                                    |
| 183                                    | Tom Devriendt (BEL)                    | DNF                                    |
| 184                                    | Wesley Kreder (NED)                    | 77.                                    |
| 185                                    | Baptiste Planckaert (BEL)              | 19.                                    |
| 186                                    | Kévin Van Melsen (BEL)                 | DNF                                    |
| 187                                    | Pieter Vanspeybrouck (BEL)             | DNF                                    |

| Qhubeka NextHash TQA | Qhubeka NextHash TQA              | Qhubeka NextHash TQA |
| -------------------- | --------------------------------- | -------------------- |
| Num                  | Ciclista                          | Pos                  |
| 191                  | Victor Campenaerts (BEL)          | DNF                  |
| 192                  | Dimitri Claeys (BEL)              | DNF                  |
| 193                  | Simon Clarke (AUS)                | 53.                  |
| 194                  | Michael Gogl (AUT)                | DNF                  |
| 195                  | Reinardt Janse van Rensburg (RSA) | 86.                  |
| 196                  | Giacomo Nizzolo (ITA)             | DNF                  |
| 197                  | Max Walscheid (GER)               | 12.                  |

| Movistar Team MOV | Movistar Team MOV         | Movistar Team MOV |
| ----------------- | ------------------------- | ----------------- |
| Num               | Ciclista                  | Pos               |
| 201               | Iván García Cortina (ESP) | 27.               |
| 202               | Gabriel Cullaigh (GBR)    | DNF               |
| 203               | Imanol Erviti (ESP)       | DNF               |
| 204               | Juri Hollmann (GER)       | DNF               |
| 205               | Mathias Norsgaard (DEN)   | 84.               |
| 206               | Matteo Jorgenson (USA)    | 63.               |
| 207               | Lluís Mas (ESP)           | 93.               |

| Arkéa-Samsic ARK | Arkéa-Samsic ARK        | Arkéa-Samsic ARK |
| ---------------- | ----------------------- | ---------------- |
| Num              | Ciclista                | Pos              |
| 211              | Connor Swift (GBR)      | 28.              |
| 212              | Amaury Capiot (BEL)     | 18.              |
| 213              | Benjamin Declercq (BEL) | DNF              |
| 214              | Daniel McLay (GBR)      | DNF              |
| 215              | Christophe Noppe (BEL)  | 89.              |
| 216              | Clément Russo (FRA)     | 71.              |
| 217              | Bram Welten (NED)       | 41.              |

| Astana-Premier Tech APT | Astana-Premier Tech APT          | Astana-Premier Tech APT |
| ----------------------- | -------------------------------- | ----------------------- |
| Num                     | Ciclista                         | Pos                     |
| 221                     | Hugo Houle (CAN)                 | DNF                     |
| 222                     | Gleb Brussenskiy (KAZ)           | DNF                     |
| 223                     | Yevgeniy Fedorov (KAZ) (estrada) | DNF                     |
| 224                     | Yevgeniy Gidich (KAZ)            | DNF                     |
| 225                     | Dmitriy Gruzdev (KAZ)            | DNF                     |
| 226                     | Davide Martinelli (ITA)          | HD                      |
| 227                     | Ben Perry (CAN)                  | HD                      |

| B&B Hotels p/b KTM BBK | B&B Hotels p/b KTM BBK    | B&B Hotels p/b KTM BBK |
| ---------------------- | ------------------------- | ---------------------- |
| Num                    | Ciclista                  | Pos                    |
| 231                    | Bert De Backer (BEL)      | 38.                    |
| 232                    | Jens Debusschere (BEL)    | DNF                    |
| 233                    | Quentin Jauregui (FRA)    | DNF                    |
| 234                    | Jérémy Lecroq (FRA)       | DNF                    |
| 235                    | Cyril Lemoine (FRA)       | 57.                    |
| 236                    | Luca Mozzato (ITA)        | 20.                    |
| 237                    | Jonas Van Genechten (BEL) | DNF                    |

| Bingoal Pauwels Sauces WB BWB | Bingoal Pauwels Sauces WB BWB | Bingoal Pauwels Sauces WB BWB |
| ----------------------------- | ----------------------------- | ----------------------------- |
| Num                           | Ciclista                      | Pos                           |
| 241                           | Laurenz Rex (BEL)             | 21.                           |
| 242                           | Jonas Castrique (BEL)         | DNF                           |
| 243                           | Timothy Dupont (BEL)          | 90.                           |
| 244                           | Arjen Livyns (BEL)            | 62.                           |
| 245                           | Tom Paquot (BEL)              | HD                            |
| 246                           | Ludovic Robeet (BEL)          | 36.                           |
| 247                           | Tom Wirtgen (LUX)             | HD                            |

| Lotto-Soudal LTS | Lotto-Soudal LTS         | Lotto-Soudal LTS |
| ---------------- | ------------------------ | ---------------- |
| Num              | Ciclista                 | Pos              |
| 1                | Philippe Gilbert (BEL)   | 29.              |
| 2                | Florian Vermeersch (BEL) | 2.               |
| 3                | Frederik Frison (BEL)    | 92.              |
| 4                | Sébastien Grignard (BEL) | HD               |
| 5                | Harry Sweeny (AUS)       | 39.              |
| 6                | Tosh Van der Sande (BEL) | 37.              |
| 7                | John Degenkolb (GER)     | 51.              |

| Bora-Hansgrohe BOH | Bora-Hansgrohe BOH                    | Bora-Hansgrohe BOH |
| ------------------ | ------------------------------------- | ------------------ |
| Num                | Ciclista                              | Pos                |
| 11                 | Peter Sagan (SVK) (estrada)           | 55.                |
| 12                 | Nils Politt (GER)                     | DNF                |
| 13                 | Maciej Bodnar (POL)                   | HD                 |
| 14                 | Jordi Meeus (BEL)                     | 87.                |
| 15                 | Daniel Oss (ITA)                      | DNF                |
| 16                 | Juraj Sagan (SVK)                     | 72.                |
| 17                 | Maximilian Schachmann (GER) (estrada) | 75.                |

| Deceuninck-Quick Step DQT | Deceuninck-Quick Step DQT | Deceuninck-Quick Step DQT |
| ------------------------- | ------------------------- | ------------------------- |
| Num                       | Ciclista                  | Pos                       |
| 21                        | Yves Lampaert (BEL)       | 5.                        |
| 22                        | Kasper Asgreen (DEN)      | 66.                       |
| 23                        | Davide Ballerini (ITA)    | DNF                       |
| 24                        | Tim Declercq (BEL)        | 67.                       |
| 25                        | Florian Sénéchal (FRA)    | 69.                       |
| 26                        | Zdeněk Štybar (CZE)       | 26.                       |
| 27                        | Bert Van Lerberghe (BEL)  | 54.                       |

| Jumbo-Visma TJV | Jumbo-Visma TJV               | Jumbo-Visma TJV |
| --------------- | ----------------------------- | --------------- |
| Num             | Ciclista                      | Pos             |
| 31              | Wout van Aert (BEL) (estrada) | 7.              |
| 32              | Edoardo Affini (ITA)          | 80.             |
| 33              | Pascal Eenkhoorn (NED)        | DNF             |
| 34              | Dylan Groenewegen (NED)       | 79.             |
| 35              | Timo Roosen (NED) (estrada)   | 61.             |
| 36              | Mike Teunissen (NED)          | 83.             |
| 37              | Nathan Van Hooydonck (BEL)    | 22.             |

| Israel Start-Up Nation ISN | Israel Start-Up Nation ISN       | Israel Start-Up Nation ISN |
| -------------------------- | -------------------------------- | -------------------------- |
| Num                        | Ciclista                         | Pos                        |
| 41                         | Sep Vanmarcke (BEL)              | 23.                        |
| 42                         | Rudy Barbier (FRA)               | 88.                        |
| 43                         | Jenthe Biermans (BEL)            | 45.                        |
| 44                         | Guillaume Boivin (CAN) (estrada) | 9.                         |
| 45                         | Hugo Hofstetter (FRA)            | DNF                        |
| 46                         | Mads Würtz (DEN) (estrada)       | DNF                        |
| 47                         | Tom Van Asbroeck (BEL)           | 8.                         |

| Alpecin-Fenix AFC | Alpecin-Fenix AFC              | Alpecin-Fenix AFC |
| ----------------- | ------------------------------ | ----------------- |
| Num               | Ciclista                       | Pos               |
| 51                | Mathieu van der Poel (NED)     | 3.                |
| 52                | Silvan Dillier (SUI) (estrada) | 47.               |
| 53                | Senne Leysen (BEL)             | DNF               |
| 54                | Tim Merlier (BEL)              | 46.               |
| 55                | Jasper Philipsen (BEL)         | DNF               |
| 56                | Jonas Rickaert (BEL)           | 43.               |
| 57                | Gianni Vermeersch (BEL)        | 15.               |

| Trek-Segafredo TFS | Trek-Segafredo TFS           | Trek-Segafredo TFS |
| ------------------ | ---------------------------- | ------------------ |
| Num                | Ciclista                     | Pos                |
| 61                 | Jasper Stuyven (BEL)         | 25.                |
| 62                 | Alex Kirsch (LUX)            | DNF                |
| 63                 | Emīls Liepiņš (LAT)          | 94.                |
| 64                 | Mads Pedersen (DEN)          | DNF                |
| 65                 | Quinn Simmons (USA)          | DNF                |
| 66                 | Toms Skujiņš (LAT) (estrada) | 42.                |
| 67                 | Edward Theuns (BEL)          | DNF                |

| Bahrain Victorious TBV | Bahrain Victorious TBV          | Bahrain Victorious TBV |
| ---------------------- | ------------------------------- | ---------------------- |
| Num                    | Ciclista                        | Pos                    |
| 71                     | Sonny Colbrelli (ITA) (estrada) | 1.                     |
| 72                     | Marco Haller (AUT)              | 17.                    |
| 73                     | Heinrich Haussler (AUS)         | 10.                    |
| 74                     | Jonathan Milan (ITA)            | DNF                    |
| 75                     | Matej Mohorič (SLO) (estrada)   | DNF                    |
| 76                     | Marcel Sieberg (GER)            | DNF                    |
| 77                     | Fred Wright (GBR)               | 49.                    |

| AG2R Citroën Team ACT | AG2R Citroën Team ACT   | AG2R Citroën Team ACT |
| --------------------- | ----------------------- | --------------------- |
| Num                   | Ciclista                | Pos                   |
| 81                    | Greg Van Avermaet (BEL) | 32.                   |
| 82                    | Stan Dewulf (BEL)       | 56.                   |
| 83                    | Lawrence Naesen (BEL)   | 73.                   |
| 84                    | Oliver Naesen (BEL)     | 50.                   |
| 85                    | Michael Schär (SUI)     | DNF                   |
| 86                    | Damien Touzé (FRA)      | DNF                   |
| 87                    | Gijs Van Hoecke (BEL)   | DNF                   |

| Groupama-FDJ GFC | Groupama-FDJ GFC      | Groupama-FDJ GFC |
| ---------------- | --------------------- | ---------------- |
| Num              | Ciclista              | Pos              |
| 91               | Arnaud Démare (FRA)   | 34.              |
| 92               | Clément Davy (FRA)    | 35.              |
| 93               | Stefan Küng (SUI)     | DNF              |
| 94               | Olivier Le Gac (FRA)  | DNF              |
| 95               | Fabian Lienhard (SUI) | DNF              |
| 96               | Ramon Sinkeldam (NED) | HD               |
| 97               | Jake Stewart (GBR)    | DNF              |

| EF Education-Nippo EFN | EF Education-Nippo EFN    | EF Education-Nippo EFN |
| ---------------------- | ------------------------- | ---------------------- |
| Num                    | Ciclista                  | Pos                    |
| 101                    | Michael Valgren (DEN)     | DNF                    |
| 102                    | Stefan Bissegger (SUI)    | 60.                    |
| 103                    | Mitchell Docker (AUS)     | DNF                    |
| 104                    | Sebastian Langeveld (NED) | 16.                    |
| 105                    | Jonas Rutsch (GER)        | 11.                    |
| 106                    | Tom Scully (NZL)          | 78.                    |
| 107                    | Julius van den Berg (NED) | 59.                    |

| Cofidis COF | Cofidis COF               | Cofidis COF |
| ----------- | ------------------------- | ----------- |
| Num         | Ciclista                  | Pos         |
| 111         | Christophe Laporte (FRA)  | 6.          |
| 112         | Piet Allegaert (BEL)      | 85.         |
| 113         | Tom Bohli (SUI)           | 70.         |
| 114         | Jean-Pierre Drucker (LUX) | DNF         |
| 115         | Eddy Finé (FRA)           | 91.         |
| 116         | André Carvalho (POR)      | DNF         |
| 117         | Szymon Sajnok (POL)       | 82.         |

| UAE Team Emirates UAD | UAE Team Emirates UAD      | UAE Team Emirates UAD |
| --------------------- | -------------------------- | --------------------- |
| Num                   | Ciclista                   | Pos                   |
| 121                   | Alexander Kristoff (NOR)   | 14.                   |
| 122                   | Mikkel Bjerg (DEN)         | 76.                   |
| 123                   | Sven Erik Bystrøm (NOR)    | DNF                   |
| 124                   | Fernando Gaviria (COL)     | DNF                   |
| 125                   | Vegard Stake Laengen (NOR) | DNF                   |
| 126                   | Rui Oliveira (POR)         | DNF                   |
| 127                   | Matteo Trentin (ITA)       | DNF                   |

| Ineos Grenadiers IGD | Ineos Grenadiers IGD     | Ineos Grenadiers IGD |
| -------------------- | ------------------------ | -------------------- |
| Num                  | Ciclista                 | Pos                  |
| 131                  | Dylan van Baarle (NED)   | HD                   |
| 132                  | Leonardo Basso (ITA)     | DNF                  |
| 133                  | Owain Doull (GBR)        | 58.                  |
| 134                  | Michał Gołaś (POL)       | DNF                  |
| 135                  | Michał Kwiatkowski (POL) | 68.                  |
| 136                  | Gianni Moscon (ITA)      | 4.                   |
| 137                  | Luke Rowe (GBR)          | 65.                  |

| TotalEnergies TDE | TotalEnergies TDE          | TotalEnergies TDE |
| ----------------- | -------------------------- | ----------------- |
| Num               | Ciclista                   | Pos               |
| 141               | Anthony Turgis (FRA)       | 13.               |
| 142               | Niki Terpstra (NED)        | HD                |
| 143               | Edvald Boasson Hagen (NOR) | 30.               |
| 144               | Florian Maitre (FRA)       | HD                |
| 145               | Adrien Petit (FRA)         | 74.               |
| 146               | Geoffrey Soupe (FRA)       | DNF               |
| 147               | Dries Van Gestel (BEL)     | 31.               |

| BikeExchange BEX | BikeExchange BEX              | BikeExchange BEX |
| ---------------- | ----------------------------- | ---------------- |
| Num              | Ciclista                      | Pos              |
| 151              | Luke Durbridge (AUS)          | 52.              |
| 152              | Jack Bauer (NZL)              | 64.              |
| 153              | Sam Bewley (NZL)              | DNF              |
| 154              | Christopher Juul-Jensen (DEN) | DNF              |
| 155              | Barnabás Peák (HUN)           | DNF              |
| 156              | Robert Stannard (AUS)         | 81.              |

| Delko DKO | Delko DKO                 | Delko DKO |
| --------- | ------------------------- | --------- |
| Num       | Ciclista                  | Pos       |
| 161       | Evaldas Šiškevičius (LTU) | 33.       |
| 162       | Pierre Barbier (FRA)      | DNF       |
| 163       | Clément Carisey (FRA)     | DNF       |
| 164       | Alexandre Delettre (FRA)  | DNF       |
| 165       | August Jensen (NOR)       | DNF       |
| 166       | Dušan Rajović (SRB)       | DNF       |
| 167       | Julien Trarieux (FRA)     | DNF       |

| Team DSM DSM | Team DSM DSM               | Team DSM DSM |
| ------------ | -------------------------- | ------------ |
| Num          | Ciclista                   | Pos          |
| 171          | Søren Kragh Andersen (DEN) | 24.          |
| 172          | Nikias Arndt (GER)         | DNF          |
| 173          | Cees Bol (NED)             | 48.          |
| 174          | Nils Eekhoff (NED)         | 44.          |
| 175          | Max Kanter (GER)           | DNF          |
| 176          | Casper Pedersen (DEN)      | DNF          |
| 177          | Jasha Sütterlin (GER)      | DNF          |

| Intermarché-Wanty-Gobert Matériaux IWG | Intermarché-Wanty-Gobert Matériaux IWG | Intermarché-Wanty-Gobert Matériaux IWG |
| -------------------------------------- | -------------------------------------- | -------------------------------------- |
| Num                                    | Ciclista                               | Pos                                    |
| 181                                    | Taco van der Hoorn (NED)               | 40.                                    |
| 182                                    | Aimé De Gendt (BEL)                    | DNF                                    |
| 183                                    | Tom Devriendt (BEL)                    | DNF                                    |
| 184                                    | Wesley Kreder (NED)                    | 77.                                    |
| 185                                    | Baptiste Planckaert (BEL)              | 19.                                    |
| 186                                    | Kévin Van Melsen (BEL)                 | DNF                                    |
| 187                                    | Pieter Vanspeybrouck (BEL)             | DNF                                    |

| Qhubeka NextHash TQA | Qhubeka NextHash TQA              | Qhubeka NextHash TQA |
| -------------------- | --------------------------------- | -------------------- |
| Num                  | Ciclista                          | Pos                  |
| 191                  | Victor Campenaerts (BEL)          | DNF                  |
| 192                  | Dimitri Claeys (BEL)              | DNF                  |
| 193                  | Simon Clarke (AUS)                | 53.                  |
| 194                  | Michael Gogl (AUT)                | DNF                  |
| 195                  | Reinardt Janse van Rensburg (RSA) | 86.                  |
| 196                  | Giacomo Nizzolo (ITA)             | DNF                  |
| 197                  | Max Walscheid (GER)               | 12.                  |

| Movistar Team MOV | Movistar Team MOV         | Movistar Team MOV |
| ----------------- | ------------------------- | ----------------- |
| Num               | Ciclista                  | Pos               |
| 201               | Iván García Cortina (ESP) | 27.               |
| 202               | Gabriel Cullaigh (GBR)    | DNF               |
| 203               | Imanol Erviti (ESP)       | DNF               |
| 204               | Juri Hollmann (GER)       | DNF               |
| 205               | Mathias Norsgaard (DEN)   | 84.               |
| 206               | Matteo Jorgenson (USA)    | 63.               |
| 207               | Lluís Mas (ESP)           | 93.               |

| Arkéa-Samsic ARK | Arkéa-Samsic ARK        | Arkéa-Samsic ARK |
| ---------------- | ----------------------- | ---------------- |
| Num              | Ciclista                | Pos              |
| 211              | Connor Swift (GBR)      | 28.              |
| 212              | Amaury Capiot (BEL)     | 18.              |
| 213              | Benjamin Declercq (BEL) | DNF              |
| 214              | Daniel McLay (GBR)      | DNF              |
| 215              | Christophe Noppe (BEL)  | 89.              |
| 216              | Clément Russo (FRA)     | 71.              |
| 217              | Bram Welten (NED)       | 41.              |

| Astana-Premier Tech APT | Astana-Premier Tech APT          | Astana-Premier Tech APT |
| ----------------------- | -------------------------------- | ----------------------- |
| Num                     | Ciclista                         | Pos                     |
| 221                     | Hugo Houle (CAN)                 | DNF                     |
| 222                     | Gleb Brussenskiy (KAZ)           | DNF                     |
| 223                     | Yevgeniy Fedorov (KAZ) (estrada) | DNF                     |
| 224                     | Yevgeniy Gidich (KAZ)            | DNF                     |
| 225                     | Dmitriy Gruzdev (KAZ)            | DNF                     |
| 226                     | Davide Martinelli (ITA)          | HD                      |
| 227                     | Ben Perry (CAN)                  | HD                      |

| B&B Hotels p/b KTM BBK | B&B Hotels p/b KTM BBK    | B&B Hotels p/b KTM BBK |
| ---------------------- | ------------------------- | ---------------------- |
| Num                    | Ciclista                  | Pos                    |
| 231                    | Bert De Backer (BEL)      | 38.                    |
| 232                    | Jens Debusschere (BEL)    | DNF                    |
| 233                    | Quentin Jauregui (FRA)    | DNF                    |
| 234                    | Jérémy Lecroq (FRA)       | DNF                    |
| 235                    | Cyril Lemoine (FRA)       | 57.                    |
| 236                    | Luca Mozzato (ITA)        | 20.                    |
| 237                    | Jonas Van Genechten (BEL) | DNF                    |

| Bingoal Pauwels Sauces WB BWB | Bingoal Pauwels Sauces WB BWB | Bingoal Pauwels Sauces WB BWB |
| ----------------------------- | ----------------------------- | ----------------------------- |
| Num                           | Ciclista                      | Pos                           |
| 241                           | Laurenz Rex (BEL)             | 21.                           |
| 242                           | Jonas Castrique (BEL)         | DNF                           |
| 243                           | Timothy Dupont (BEL)          | 90.                           |
| 244                           | Arjen Livyns (BEL)            | 62.                           |
| 245                           | Tom Paquot (BEL)              | HD                            |
| 246                           | Ludovic Robeet (BEL)          | 36.                           |
| 247                           | Tom Wirtgen (LUX)             | HD                            |

Convenções:
- AB-N: Abandono na corrida
- FLT-N: Retiro por chegada fora do limite de tempo na corrida
- NTS-N: Não tomou a saída para a corrida
- DES-N: Desclassificado ou expulsado na corrida

## UCI World Ranking
A Paris-Roubaix outorgou pontos para o UCI World Ranking para corredores das equipas nas categorias UCI WorldTeam, UCI ProTeam e Continental. As seguintes tabelas são o barómetro de pontuação e os 10 corredores que obtiveram mais pontos:
| Posição   | 1.º | 2.º | 3.º | 4.º | 5.º | 6.º | 7.º | 8.º | 9.º | 10.º | 11.º | 12.º | 13.º | 14.º | 15.º | 16.º-20.º | 21.º-30.º | 31.º-50.º | 51.º-55.º | 56.º-60.º |
| Pontuação | 500 | 400 | 325 | 275 | 225 | 175 | 150 | 125 | 100 | 85   | 70   | 60   | 50   | 40   | 35   | 30        | 20        | 10        | 5         | 3         |

| Classificação |                      |                            |        |
| Ciclista      | Ciclista             | Equipa                     | Pontos |
| ------------- | -------------------- | -------------------------- | ------ |
| 1.º           | Sonny Colbrelli      | Bahrain Victorious         | 500    |
| 2.º           | Florian Vermeersch   | Lotto Soudal               | 400    |
| 3.º           | Mathieu van der Poel | Alpecin-Fenix              | 325    |
| 4.º           | Gianni Moscon        | Ineos Grenadiers           | 275    |
| 5.º           | Yves Lampaert        | Deceuninck-Quick Step      | 225    |
| 6.º           | Christophe Laporte   | Cofidis, Solutions Crédits | 175    |
| 7.º           | Wout van Aert        | Jumbo-Visma                | 150    |
| 8.º           | Tom Van Asbroeck     | Israel Start-Up Nation     | 125    |
| 9.º           | Guillaume Boivin     | Israel Start-Up Nation     | 100    |
| 10.º          | Heinrich Haussler    | Bahrain Victorious         | 85     |